# ユニバーサル・サマー・パレード 〜ウィ・アー・ワン〜
| ユニバーサル・サマー・パレード 〜ウィ・アー・ワン〜 Universal Summer Parade - We Are One | ユニバーサル・サマー・パレード 〜ウィ・アー・ワン〜 Universal Summer Parade - We Are One |
| ---------------------------------------------------------------------------------------- | ---------------------------------------------------------------------------------------- |
| 開始日                                                                                   | 2020年7月23日                                                                            |
| 終了日                                                                                   | 2020年8月27日                                                                            |
| 開催場所                                                                                 | パレードルート                                                                           |
| 開催時間                                                                                 | 1日1回 11:00                                                                             |
| タイプ                                                                                   | パレード                                                                                 |
| スポンサー                                                                               | 日本コカ・コーラ株式会社 コカ・コーラ ボトラーズジャパン株式会社                         |
| 所要時間                                                                                 | 約40分                                                                                   |

『ユニバーサル・サマー・パレード 〜ウィ・アー・ワン〜』（英: Universal Summer Parade - We Are One）は、2020年にユニバーサル・スタジオ・ジャパンで開催されたデイタイム・パレード。

## 概要
ユニバーサル・スタジオ・ジャパンは、新型コロナウイルスの国内感染拡大防止のため、2020年2月29日からパークの営業を休止していた。しかし、緊急事態宣言の解除および大規模施設への休業要請の緩和を受け、同年6月19日より一般営業を再開した。さらに、7月23日からは夏のシーズナル・イベントの一環として、営業再開後初となるパレードを開催。ゲストが安心して楽しめる環境を整えつつ、夏の雰囲気を存分に味わえる期間限定のプログラムとして実施された。

## 内容
パレードで使用されたフロート（移動式ステージ）やキャラクター、エンターテイナーの衣装は、2016年から開催されていた15周年記念パレード「ユニバーサル・RE-BOOOOOOOORN（リ・ボーン）・パレード」や、2019年まで開催されていた「ウォーター・サプライズ・パレード」のものが流用された。登場キャラクターとフロートの構成は以下の通り。
- オープニングフロート
- ラテンフロート: スヌーピー、チャーリー・ブラウン、ルーシー・ヴァン・ペルト
- ヨーロッパフロート: エルモ、クッキーモンスター
- インドフロート: ハローキティ、ディアダニエル
- アメリカフロート: ミニオンズ

なお、安全対策として、従来の“ビショ濡れ演出”は実施されず、フロートは特定の場所に停止しない形式となった。そのため、特別鑑賞エリアやキッズエリア、水エフェクトの使用、更衣室、給水所の運営は行われず、ウォーター・シューターの持ち込みも禁止された。
その代わりに、ピークモーメントでは大量のコンフェティ（紙ふぶき）を使用した演出が取り入れられ、フラッグ（旗）を活用した新たなパフォーマンスも導入。エンターテイナーやキャラクターたちと一定の距離を保ちながら、ゲストが一体感を楽しめる内容となった。
また、新型コロナウイルス感染拡大防止策として、密集を避けるため、空いているエリアで他のゲストとの距離を確保し、対面を避けて同じ方向を向いて鑑賞するよう案内された。さらに、パレード体験中および待機中は常時マスクの着用が求められ、飲食時以外は外さないよう徹底された。